# 相澤紗世
相澤紗世（日语：／，1978年7月24日—），原名上田寬子，是日本廣島縣廣島市出生的女演員、電視主持人及模特兒。

## 出演

### 雜誌
- MISS

### 電視劇
- 蜜桃17（朝日電視台、2005年） - 長谷川菜々子
- 戀愛維他命（富士電視台、2006年） - 第2話客演:香月ミカ
- 逐漸晴朗（NHK晨間小說連續劇、2007年） - 藤村香織

### 電影
- Believer（2004年） - 美由紀

## 外部連結
- 官方網站 （页面存档备份，存于）
- 相澤紗世的日誌『Be Happy』 Powered by Ameba （页面存档备份，存于）